# ولاية برقة
ولاية برقة هي إحدى الولايات الثلاث ضمن المملكة الليبية المتحدة التي استقلت في ديسمبر 1951 بقرار من الأمم المتحدة وكانت عاصمتها الإدارية وكبرى مدنها مدينة بنغازي واستمرت بين عام 1951 وعام 1963 بعد تعديل الدستور وقيام دولة وحدوية في ليبيا.
ضم الإقليم جغرافيا مساحة مايعرف باسم إقليم برقة أو إمارة برقة السابقة بين (1949-1951)، حيث كان يجاورها غرباً ولاية طرابلس وولاية فزان من الجنوب الغربي ومن الجنوب الحدود الدولية مع السودان وتشاد ومن الشمال البحر المتوسط ومن الشرق الحدود الدولية مع مصر.
تناوب على حكم ولاية برقة خلال فترة النظام الاتحادي (1951-1963) في المملكة الليبية عدة ولاة، هم:
1. محمد الساقزلي 1951-1952.
2. حسين مازق 1952-1961.
3. محمود بوهدمة 1961-1962.
4. محمد الساقزلي 1962-1963 (مرة ثانية).